# Randstad (entreprise)
Pour les articles homonymes, voir Randstad.
 (juillet 2010).
Randstad est un groupe d'entreprises néerlandaises dans le domaine de l’intérim et des services en ressources humaines fondé en 1960 aux Pays-Bas par Frits Goldschmeding (en). 
Au niveau mondial, Randstad fait partie des plus grand groupe de services en ressources humaines après Hays, Michael Page, Labor Opus Group et Korn Ferry. La première place est occupée par l’entreprise suisse Adecco. Randstad opère aussi sous le nom de Tempo-Team (nl) (aux Pays-Bas).

## Présentation
Randstad opère dans 39 pays. Chaque jour, plus de 500 000 intérimaires travaillent dans des entreprises par l’intermédiaire de Randstad. Dans le monde, Randstad dispose de plus de 4 500 agences.
Son fondateur, Frits Goldschmeding (en), est l’actionnaire principal jusqu'à sa mort en 2024. Le siège social du groupe international se trouve à Diemen, aux Pays-Bas.

## Histoire

### 1960-1970: le début de l’entreprise

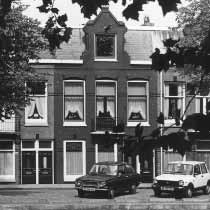
Le premier siège social de Randstad en 1960 : une chambre d’étudiant dans la rue Sloterkade à Amsterdam.

Randstad a été fondée en 1960 par Frits Goldschmeding (en) et Ger Daleboudt, qui étudiaient tous deux l’économie à l'université libre d'Amsterdam aux Pays-Bas. Frits Goldschmeding venait d’écrire une thèse consacrée au phénomène du travail temporaire, qui n’existait alors pratiquement pas aux Pays-Bas en 1960. Cette thèse montrait que les entreprises louaient facilement des machines ou bâtiments supplémentaires en cas de fort besoin mais ne faisaient pas la même chose avec le personnel. Les entreprises n’avaient donc pas assez de travail et trop d’employés pendant les périodes creuses et trop de travail et pas assez de personnel pendant les périodes à forte demande. Frits Goldschmeding estimait que la flexibilité du marché du travail devrait permettre aux employeurs de mieux suivre les fluctuations de l’économie et que les employés pourraient ainsi changer d’emploi plus facilement et acquérir de l’expérience plus rapidement.
Ce qui n’était au départ qu’une thèse, est vite devenue un plan d’action pour lancer une agence d’intérim avec son camarade Ger Daleboudt. Les premiers dépliants furent tapés dans la chambre d’étudiant de Goldschmeding, dans la rue Sloterkade à Amsterdam. L’agence s’appelle tout d’abord « Uitzendbureau Amstelveen ». Le début d’une grande réussite ! Le premier exercice (1960) se boucle avec un bénéfice de 4,12 euros. L’année suivante, le bénéfice est de 7 866 euros, soit près de 2 000 fois plus.
Cette réussite ne s’explique pas uniquement par le travail des deux étudiants. La situation économique leur est favorable : les années 1960 sont une période d’expansion, la demande en travailleurs est forte. Un nouveau groupe fait son apparition sur le marché du travail : les femmes mariées. Elles trouvent tout d’abord des emplois de sténodactylos ou de perforatrices. Pendant les premières années, l’agence d’intérim « Uitzendbureau Amstelveen » délègue principalement des travailleurs intérimaires aux banques, aux compagnies d’assurances et au secteur de la santé.
Après avoir achevé leurs études en 1963, Goldschmeding et Daleboudt s’installent dans leurs premiers véritables bureaux, situés tout près du parc Vondel Vondelpark à Amsterdam.

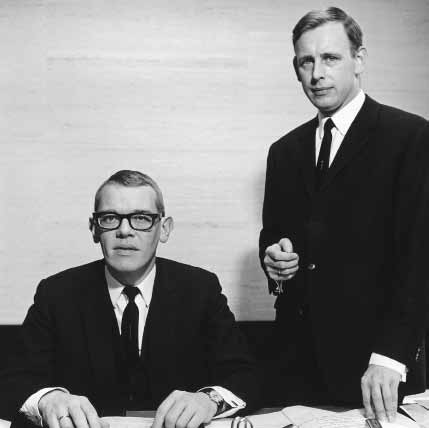
Les fondateurs Ger Daleboudt et Frits Goldschmeding (à droite), huit ans après la création de leur entreprise.

#### Le nom de «Randstad»
En 1963 aussi, l’agence d’intérim ouvre des établissements à Leyde et Rotterdam. Le nom « Uitzendbureau Amstelveen » perd ainsi de sa pertinence ; la direction décide d’appeler l’entreprise « Randstad Uitzendbureau » en suivant le conseil d’un ami spécialiste du marketing. À ce moment-là, Goldschmeding et Daleboudt pensaient que leur société ne s’étendrait pas au-delà de la Randstad (l’agglomération néerlandaise formée par les villes d’Amsterdam, d’Utrecht, de La Haye et de Rotterdam).
L’entreprise a rapidement besoin de capital supplémentaire, qu’elle trouve sous la forme d’un prêt accordé par un entrepreneur dont les affaires marchent bien et l’émission d’actions parmi les amis et la famille. L’injection de capital permet à l’entreprise de prendre vraiment le chemin de la croissance.

#### Logo de Randstad
Au début de son activité, la branche du travail temporaire doit se battre contre de grands préjugés. On l’associe souvent à des pratiques louches, avec le reproche de faire d’importants bénéfices mais de ne pas payer de cotisations sociales ou de cotisations à l’assurance-maladie. Randstad fait de son mieux pour prouver que le travail temporaire est un secteur utile aussi bien pour les employeurs que pour les employés et que tous les deux en profitent. Comme Randstad fournit principalement du travail à du personnel hautement qualifié. Goldschmeding désire améliorer l’identité visuelle de l’entreprise par la conception d’un meilleur logo, qui sera réalisé par Ben Bos de Total Design (nl). Ce logo est toujours utilisé en 2011.

#### À l’étranger
À partir de 1965, Randstad s’étend au-delà des frontières néerlandaises. Elle ouvre un établissement à Bruxelles puis un autre à Londres, en 1967. Après quelques hésitations initiales, l’entreprise décide d’utiliser aussi le nom de Randstad à l’étranger. Le premier établissement allemand s’ouvre en 1968 à Düsseldorf. La France suit en 1973 où elle est représentée par le groupe Randstad France, filiale sous réglementation française.

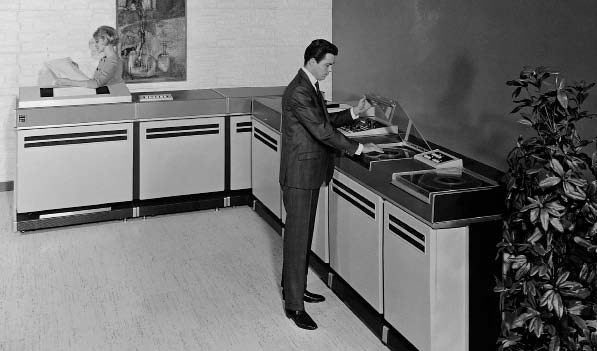
Le premier ordinateur de Randstad.

#### Critiques
Dans les années 1970, le travail temporaire n’est pas facilement accepté dans la société. Les critiques sont fréquentes et nombreuses. Pour Randstad, la période 1970-1980 est en grande partie placée sous le signe des réponses aux critiques et de la recherche de la reconnaissance. L’entreprise cherche continuellement le contact avec les médias, de sorte à pouvoir expliquer sa vision.
Les critiques augmentent au fur et à mesure de l’extension du nombre de sociétés de travail temporaire (ASB, Manpower, Evro et Tempo-Team constituent maintenant d’importants acteurs sur le marché). Les sociétés de travail temporaire souffrent toujours d’une mauvaise image. Les syndicats et les partis de gauche estiment que les pouvoirs publics devraient jouer un rôle directeur sur le marché du travail et en particulier sur la délégation de travailleurs. Les syndicats trouvent que les intérimaires n’ont aucun droit ; ils craignent aussi qu’ils gagnent plus que le personnel en CDI et que les employeurs remplacent ce type de contrats par des emplois intérimaires. Randstad estime au contraire qu’elle donne du travail à des personnes qui, sans cela, ne seraient pas actives sur le marché du travail. Les syndicats sont d’avis que seules des personnes faciles à placer sur le marché du travail reçoivent des emplois temporaires et que les intérimaires font uniquement du travail sale et pénible.
Le Ministère néerlandais des Affaires sociales accepte aussi difficilement les agences d’intérim. Il instaure de nombreuses règles qui limitent leurs activités. À tel point que les agences d’intérim n’ont même plus le droit de s’agrandir. Chaque intérimaire doit être très régulièrement enregistré auprès du Ministère, afin de recevoir une autorisation. Les intérimaires n’ont pas le droit de gagner plus que les collaborateurs en CDI. Conséquence imprévue : cette décision entraîne une forte augmentation de la demande en travailleurs intérimaires, en raison de leurs faibles tarifs.
Randstad n’a pas d’autre choix que d’accepter les décisions gouvernementales. Elle essaie toutefois de combattre les restrictions. En collaboration avec l’Association de défense des intérêts des agences intérimaires (ABU), elle entame 22 procès. L’interdiction de s’agrandir est ainsi annulée par les tribunaux.

#### Consultants en agence

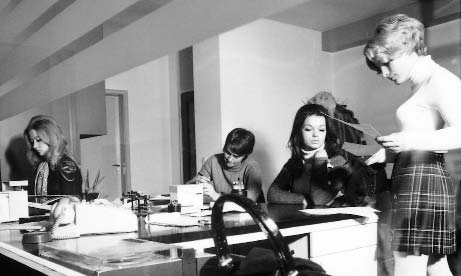
Des consultantes au travail en agence.

La fonction de consultant en agence naît aussi dans les années 1970. Auparavant, il y avait une division entre, d’une part, la prospection de clients et les contacts avec ceux-ci et, d’autre part, le recrutement et le placement d’intérimaires. Randstad a décidé d’intégrer ces deux fonctions et de les confier à une seule personne. Au début, l’entreprise se concentrait sur les fonctions intérimaires de dactylos, comptables, personnel administratif et secrétaires. Dès 1973, elle a suivi une approche plus large. Les consultants en agence ont commencé à déléguer des intérimaires dans d’autres branches, telles que les secteurs médicaux ou industriels.

#### Holding
À la fin des années 1970, Randstad comprend plusieurs divisions, non seulement dans le travail temporaire à proprement parler mais aussi dans le nettoyage ou la sécurité. Randstad Holding nv est créée en 1978 : toutes les divisions sont alors rassemblées sous ce chapeau. Le siège social de Randstad devient trop petit : les travaux de construction du nouveau bâtiment commencent en 1977 à Diemen.

### 1980-1990: croissance continue et introduction en Bourse
La période 1980-1990 débute par une récession économique. Randstad est contrainte de se séparer de collaborateurs, ce qui va totalement à l’encontre de sa philosophie. seulement dans le cadre de départs volontaires.
Randstad a compris à temps que l’économie allait reprendre. Elle a devancé ses concurrents et a mis l’accent sur la croissance plutôt que sur la réduction des coûts. La situation s’est améliorée et les agences néerlandaises ont vite retrouvé le chemin de la croissance.

#### Tempo-Team
Le concurrent Tempo-Team résiste moins bien à la récession. À la fin de l’année 1982, l’entreprise doit rechercher un partenaire pour une reprise. Randstad accepte de reprendre Tempo-Team pour 125 000 euros et de rembourser une dette importante. Randstad dispose dès lors d’une deuxième marque sur le marché. Dès le début, Tempo-Team opère d’une manière un peu différente. Plutôt que de recourir à des personnes entrant sur le marché du travail, elle choisit des consultants en agence plus âgés, des hommes et des femmes à l’esprit pratique. Orange puis rouge, l’identité visuelle de Tempo-Team diffère clairement de celle de Randstad.

#### Une convention collective pour le travail temporaire
La récession a une deuxième conséquence pour Randstad : le syndicat FNV est de nouveau disposé à entrer en négociations. Pendant la crise économique, les employeurs ont introduit tant de types différents de contrats temporaires que les contrats d’intérim semblaient finalement plutôt favorables en comparaison. Les syndicats reconnaissent que le marché du travail a besoin de travailleurs flexibles. Pour beaucoup de personnes, les emplois intérimaires constituent un tremplin vers un CDI. Les discussions se traduisent en 1986 par une convention collective destinée aux collaborateurs en CDI du secteur de l’intérim et en 1987 par une convention collective pour tous les intérimaires.

#### Reconnaissance
Même les pouvoirs publics changent progressivement de cap. À partir de 1982, alors que le nouveau gouvernement fait face à un taux de chômage élevé, les pouvoirs publics remarquent que les agences d’intérim aident les chômeurs à trouver du travail. Les règles s’assouplissent progressivement. Pour Randstad, c’est une révolution : l’entreprise n’est plus considérée comme faisant partie du problème mais comme un élément de la solution. À l’occasion du 25e anniversaire de Randstad, le fondateur Frits Goldschmeding reçoit une distinction royale. La reconnaissance de Randstad est alors complète.

#### Introduction en Bourse
Sur le plan financier aussi, les affaires vont bien pour Randstad. Son chiffre d’affaires passe de 204 millions d’euros en 1983 à 518 millions d’euros en 1985. En 1988, Randstad décide d’entrer en Bourse ; l’introduction sera réalisée le 5 juin 1990. Pour l’entreprise, les avantages sont nombreux : les sociétés cotées en Bourse bénéficient d’une plus grande notoriété, les collaborateurs peuvent profiter de la réussite de l’entreprise grâce à un système de participation en actions et la firme a accès à de nouveaux capitaux lui permettant éventuellement de financer des acquisitions. Au début, l’action Randstad ne marche pas aussi bien que ce que l’on avait espéré. Le cours initial est en effet trop élevé. Mais en 1991, les investisseurs remarquent que Randstad a réalisé un bon exercice en 1990 et l’action gagne en popularité. À partir de la mi-mars 1991, le cours de l’action Randstad monte peu à peu.

### 1990-2000: internationalisation
Après l’introduction en Bourse, Randstad met davantage l’accent sur l’internationalisation. Au début des années 1990, Randstad est encore principalement une entreprise néerlandaise disposant d’agences en Belgique, en Allemagne, en France et en Angleterre. L’intérim, le nettoyage et la sécurité constituent les activités principales. Seul un quart du chiffre d’affaires est réalisé à l’étranger.
Randstad désire changer de cap. En effet, on commence à remarquer que les grandes entreprises internationales préfèrent recourir à un fournisseur unique pour leurs besoins en travailleurs flexibles. Le fournisseur est donc obligé de disposer de travailleurs temporaires sur une échelle mondiale.
Le 1er avril 1992, Randstad reprend Flex, une agence d’intérim néerlandaise qui possède aussi des établissements en Belgique et en France. Aux Pays-Bas, Randstad rachète Werknet et l’intègre dans Tempo-Team.

#### États-Unis
Randstad a un grand rêve : pénétrer sur le marché des États-Unis. Eric Vonk, qui est entré au comité de direction, ouvre un petit bureau à Atlanta et recherche un candidat approprié pour une reprise. Il le trouve en mars 1993 : TempForce, une société d’intérim qui possède douze agences à Atlanta. Randstad change le nom de l’entreprise en Randstad Staffing Services. À la fin de l’année 1993, Randstad reprend la société américaine Jane Jones Enterprises. La croissance de Randstad aux États-Unis se fait progressivement : au milieu de l’année 1994, elle dispose de 32 agences et réalise un chiffre d’affaires de 30 millions d’euros. Elle délègue chaque jour 5 500 travailleurs temporaires à des employeurs. Toutefois, en comparaison du chiffre d’affaires réalisé aux Pays-Bas – 909 millions d’euros -, il s’agit encore d’un marché relativement restreint.

#### Jeux Olympiques
Randstad effectue aussi ses premiers pas dans le sponsoring sportif. L’entreprise devient sponsor des Jeux Olympiques d’été de 1996 à Atlanta. De plus, Randstad délègue des travailleurs intérimaires à l’organisation : 16 000 personnes au total. La notoriété de Randstad dans la région d’Atlanta passe de 15 % à 99,5 % à la fin des Jeux.

#### Départ de Frits Goldschmeding
Le vendredi 16 mai 1998, Frits Goldschmeding quitte son entreprise après y avoir passé 38 ans. Il a alors 65 ans et prend sa retraite. Une grande fête est organisée : 1 500 invités y participent. Après une année de repos, Frits Goldschmeding entre dans le Comité de surveillance de Randstad.
Hans Zwarts succède à Frits Goldschmeding. Il s’engage clairement sur la voie des acquisitions. Il achète la chaîne Strategix aux États-Unis (300 agences) afin de poursuivre le processus d’internationalisation. Randstad reprend Life & Work en Suisse, Tempo Grup en Espagne et Time Power en Allemagne. Mais ces acquisitions et l’intégration difficile des nouvelles entreprises dans le groupe Randstad ont des répercussions financières. Le bénéfice chute en 2000 et 2001 et le cours de l’action Randstad baisse. Hans Zwarts est contraint de quitter l’entreprise en raison des mauvais résultats.

### 2000-2020: l’histoire récente
En octobre 2001, Cleem Farla succède à Hans Zwarts au poste de président-directeur général. Avec le comité de direction, il considère que sa principale tâche est de réintroduire les anciennes valeurs de Randstad, de développer une meilleure stratégie liée à l’internationalisation et de fortement réduire les coûts. L’entreprise tire les leçons du passé : elle doit revenir à son cœur de métier et redonner une place centrale aux consultants en agence et à la mise en relation du client et de l’intérimaire. Une nouvelle stratégie est définie basée sur quatre points principaux.
Randstad considère l’introduction de ces quatre piliers stratégiques comme un nouveau départ. La réussite de cette nouvelle stratégie est due en grande partie au management inspiré de Cleem Farla. Toutefois, en août 2002, on apprend que Cleem Farla est gravement malade. Ben Noteboom le remplace puis prend définitivement sa succession le 1er mars 2003. Début décembre 2020, Randstad est touché par une cyberattaque de grande ampleur initiée par Egregor.

#### Nombre croissant de pays
La mondialisation de Randstad se poursuit après 2005. En Inde, l’entreprise reprend EmmayHR et Team4U. Randstad devient ainsi numéro trois sur le marché. L’entreprise fait aussi ses premiers pas en Chine, avec prudence, et entre sur les marchés du Portugal, de Hongrie, de Turquie, de Pologne et du Japon.

#### Vedior
Le 3 décembre 2007, Randstad et l’agence d’intérim Vedior annoncent leur fusion. Cette reprise permet aux deux sociétés de devenir numéro deux sur le marché mondial, après Adecco). Vedior est actif sur des marchés tels que le Japon et le Brésil, où Randstad n’était alors que peu présente. Ces deux sociétés présentent aussi des différences : Vedior est structurée de manière décentralisée alors que la gestion de Randstad est plus centralisée. Randstad se concentre sur une seule marque forte alors que Vedior opère sous 125 marques différentes. Dans la foulée, l'Institut Vedior pour la diversité et l'égalité des chances, créé en 2005, devient l'Institut Randstad.

#### Année 2016: OPA sur la société Ausy
Le 20 juin 2016, Randstad a lancé une OPA sur la société Ausy afin de racheter 43 % des parts de la société et d'investir 300 M€. Si ce rapprochement amical se passe bien, Randstad rachètera 65 % des parts d’Ausy.

#### Monster
En août 2016, Randstad annonce l'acquisition pour 429 millions de dollars de Monster, entreprise américaine qui possède également Monsterboard and Jobs.com

#### Randstad Digital
Le 30 août 2023, Randstad rebaptise sa filiale Ausy en Randstad Digital.
En juillet 2024, Frits Goldschmeding, le fondateur de Randstad décède.

## Activités principales
Randstad est spécialisée dans le travail temporaire et les services en ressources humaines. Elle délègue du personnel pour les emplois intérimaires et les postes en CDI et met également à disposition des experts et des cadres supérieurs.
Randstad développe plusieurs activités dans différents secteurs :
- Travail temporaire et recrutement CDD/CDI/intérim
- Experts / Search & Selection : recrutement spécialisé et cabinet de conseil en recrutement
- Inhouse services : services d’agences hébergées dédiés aux grands sites industriels
- Solutions RH

### Travail temporaire et recrutement
Le travail temporaire et le recrutement, ainsi que le conseil en recrutement, constituent le cœur du métier de Randstad. Ces services sont proposés par l’intermédiaire d’un réseau d’agences situées dans les villes des différents pays dans lesquels elle opère. Dans la plupart des pays, Randstad travaille sur la base d’unités composées d’un binôme de consultants qui sont responsables à la fois du contact avec les entreprises clientes et du recrutement des candidats.
Randstad réalise ces activités sous deux marques distinctes : Randstad et Tempo-Team (nl).

### Recrutement et sélection / Experts
Une division particulière de Randstad est chargée du recrutement et de la sélection de superviseurs, responsables, experts, spécialistes intérimaires et consultants. Ces personnes occupent des fonctions (temporaires) de cadres moyens et supérieurs : ingénieurs, spécialistes informatiques, spécialistes en marketing ou communication, par exemple. Chez Randstad, cette branche d’activité s’appelle « Experts».
Dans un certain nombre de pays, Randstad possède des sociétés qui recrutent des cadres moyens et supérieurs pour des emplois en CDI. Souvent, le processus implique également des programmes de recrutement et de formation. Chez Randstad, cette branche d’activité s’appelle « Search & Selection ».
Randstad réalise ces activités sous les marques Randstad, Randstad Care, Expectra et Yacht notamment.

### Agences hébergées (Inhouse services)
Dans le cadre des services « inhouse », Randstad travaille sur un seul site, pour un client unique. Elle délègue un grand nombre de personnes disposant de compétences spécifiques, généralement pour l’industrie et la logistique. Randstad s’occupe de la gestion complète des ressources humaines du site, telles que le recrutement, la sélection, la formation et la planification.
Randstad réalise ces activités sous les marques Randstad et Tempo-Team (nl).

### Solutions RH
Dans les Solutions RH, on trouve notamment les Randstad Managed Services, où Randstad se charge de la gestion complète du travail temporaire chez les clients. Les Solutions RH comprennent aussi d’autres services comme les processus de recrutement, le conseil en ressources humaines, l’outplacement et le coaching (accompagnement de carrière).
Randstad réalise ces activités sous les marques Randstad et Tempo-Team (nl).

## Stad Amsterdam
En 1997 le fondateur de Ranstad  Frits Goldschmeding, lance la construction du clipper Stad Amsterdam.

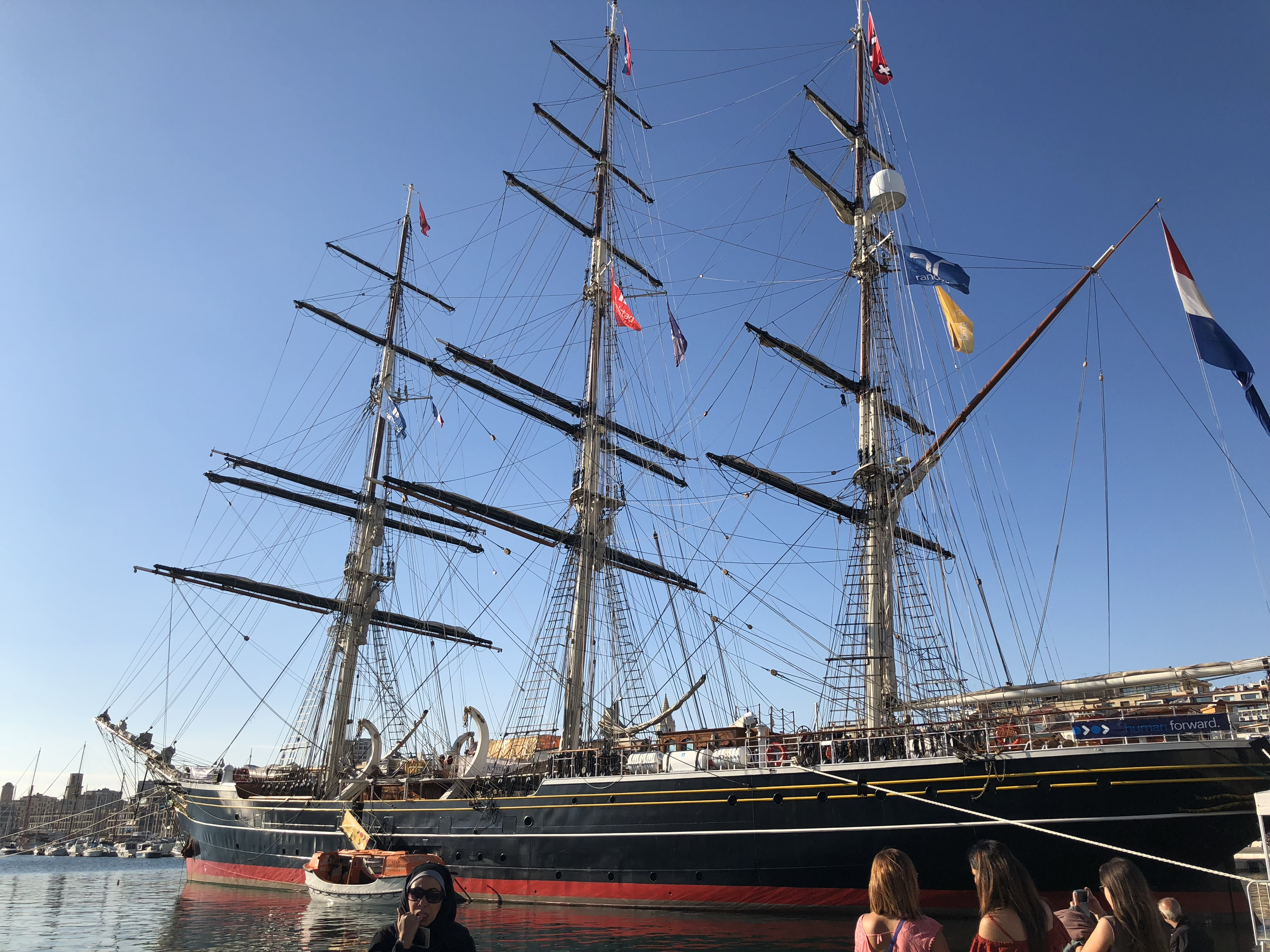
Le Stad Amsterdam à Marseille le 13 octobre 2018
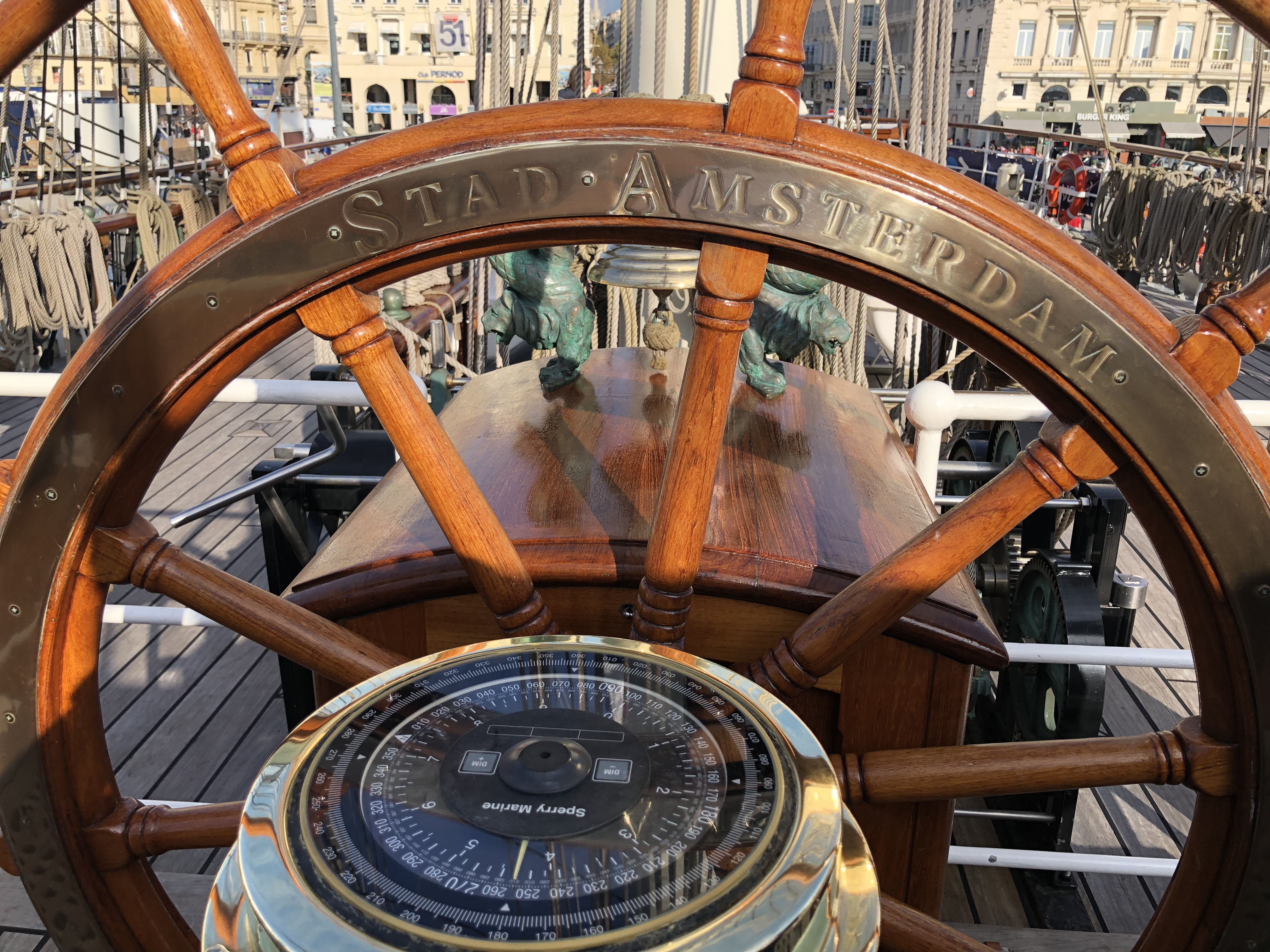
Barre du Stad Amsterdam
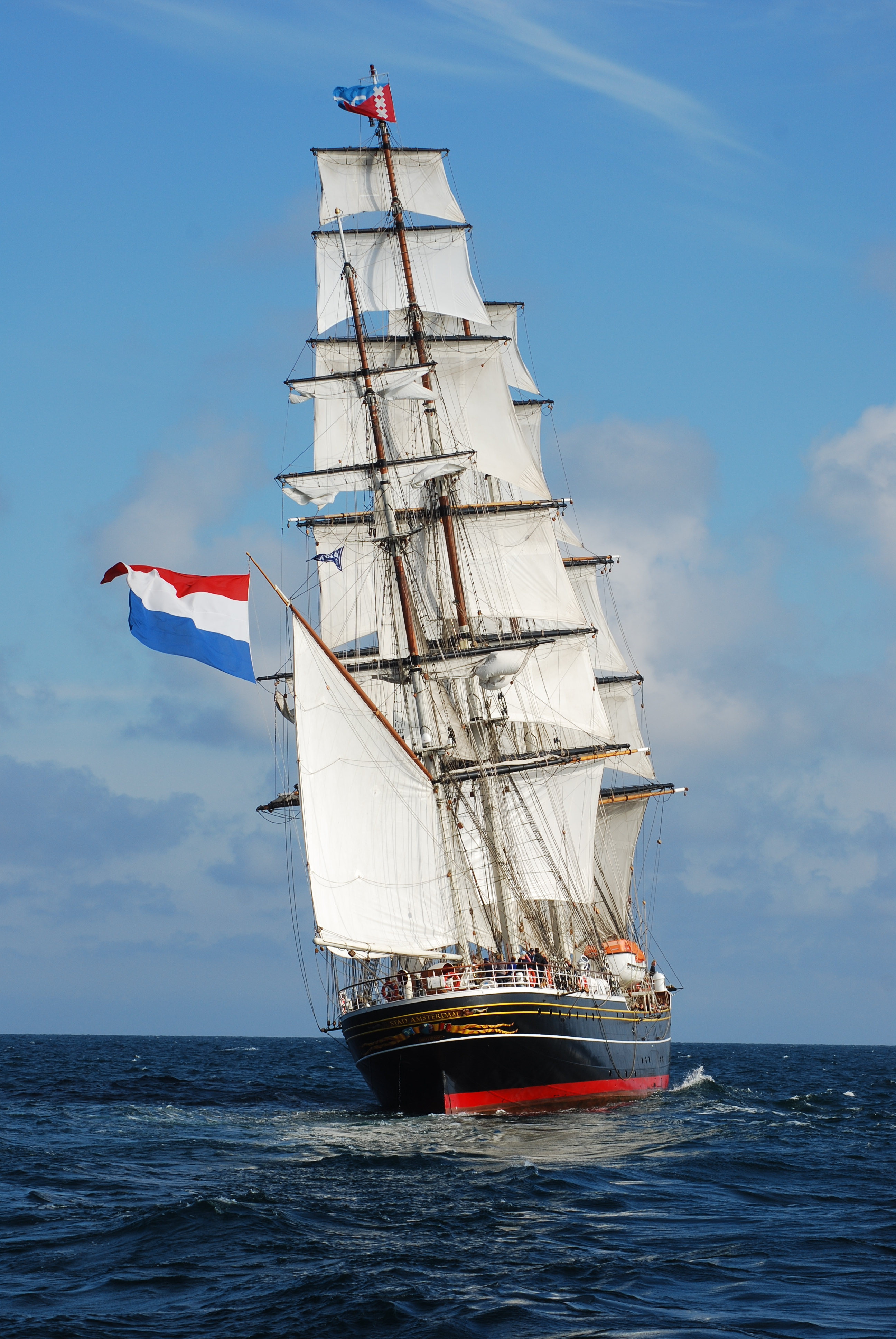
Le clipper Stad Amsterdam